# Croton sousae
Espèce
Classification APG II (2003)
Croton sousae est une espèce de plantes à fleurs du genre Croton et de la famille des Euphorbiaceae, présente au Mexique (Veracruz).